# Anna von Württemberg (1561–1616)
Anna von Württemberg (* 12. Juni 1561 in Stuttgart, Herzogtum Württemberg; † 7. Juli 1616 in Haynau, Herzogtum Liegnitz) war eine Prinzessin von Württemberg und durch Heirat von 1582 bis 1592 Herzogin von Wohlau sowie seit 1592 Herzogin von Ohlau, das ihr bis 1594 als Wittum zustand. Nach ihrer Wiederverheiratung im Oktober 1594 wurde sie Herzogin von Liegnitz. Ab 1596 stand ihr Haynau als Leibgedinge zu.

## Leben
Anna war die Tochter des Herzogs Christoph von Württemberg und dessen Frau Anna Maria von Brandenburg-Ansbach. Am 16. September 1582 vermählte sie sich in Brieg mit Johann Georg, dem zweiten Sohn des Brieger Herzogs Georg II. „dem Frommen“. Der Ehe entstammten die Kinder Georg Christoph (* 4. Mai 1583; † 1584) und Barbara (* 1584/85; † 1586), die beide im Säuglingsalter starben.
Nach dem Tod seines Vaters Georg II. 1586 erhielt Annas Ehemann Johann Georg das Herzogtum Wohlau und gemeinsam mit seinem Bruder Joachim Friedrich das Herzogtum Ohlau. Diesem stand auch das Herzogtum Brieg zu, das jedoch um die Stadt Brieg verkleinert war, da diese Annas Schwiegermutter Barbara von Brandenburg als Wittum überschrieben wurde. Deshalb residierten beide Brüder zunächst in Ohlau. Dort starb Annas Ehemann Johann Georg 1592. Da er keine Nachkommen hinterließ, erbte das Herzogtum Wohlau sein Bruder Joachim Friedrich. Johann Georgs Witwe Anna erhielt testamentarisch als Wittum bis zu ihrem Tod das Herzogtum Ohlau.
Als sich Anna am 14. Oktoberjul. / 24. Oktober 1594greg. mit dem zweifachen Witwer Friedrich IV. von Liegnitz wiederverheiratete, verlor sie ihren Anspruch auf das Ohlauer Wittum. Dadurch fiel auch Ohlau an Herzog Joachim Friedrich, den älteren Bruder ihres verstorbenen Mannes.
Annas zweiter Ehemann Herzog Friedrich IV. starb am 27. März 1596 nach nur 17 Monaten Ehe. Da er keine Nachkommen hinterließ, fiel sein Herzogtum an seinen Vetter aus der Brieger Linie, Annas ehemaligen Schwager Joachim Friedrich. Er wies der zum zweiten Mal verwitweten Anna Haynau als Leibgedinge zu. Dort starb sie 20 Jahre später. Ihr Leichnam wurde in der Pfarrkirche von Chojnów beigesetzt.